# Ornithoptera victoriae
Ornithoptera victoriae är en fjärilsart som först beskrevs av Gray 1856.  Ornithoptera victoriae ingår i släktet Ornithoptera och familjen riddarfjärilar. Inga underarter finns listade i Catalogue of Life.

## Bildgalleri

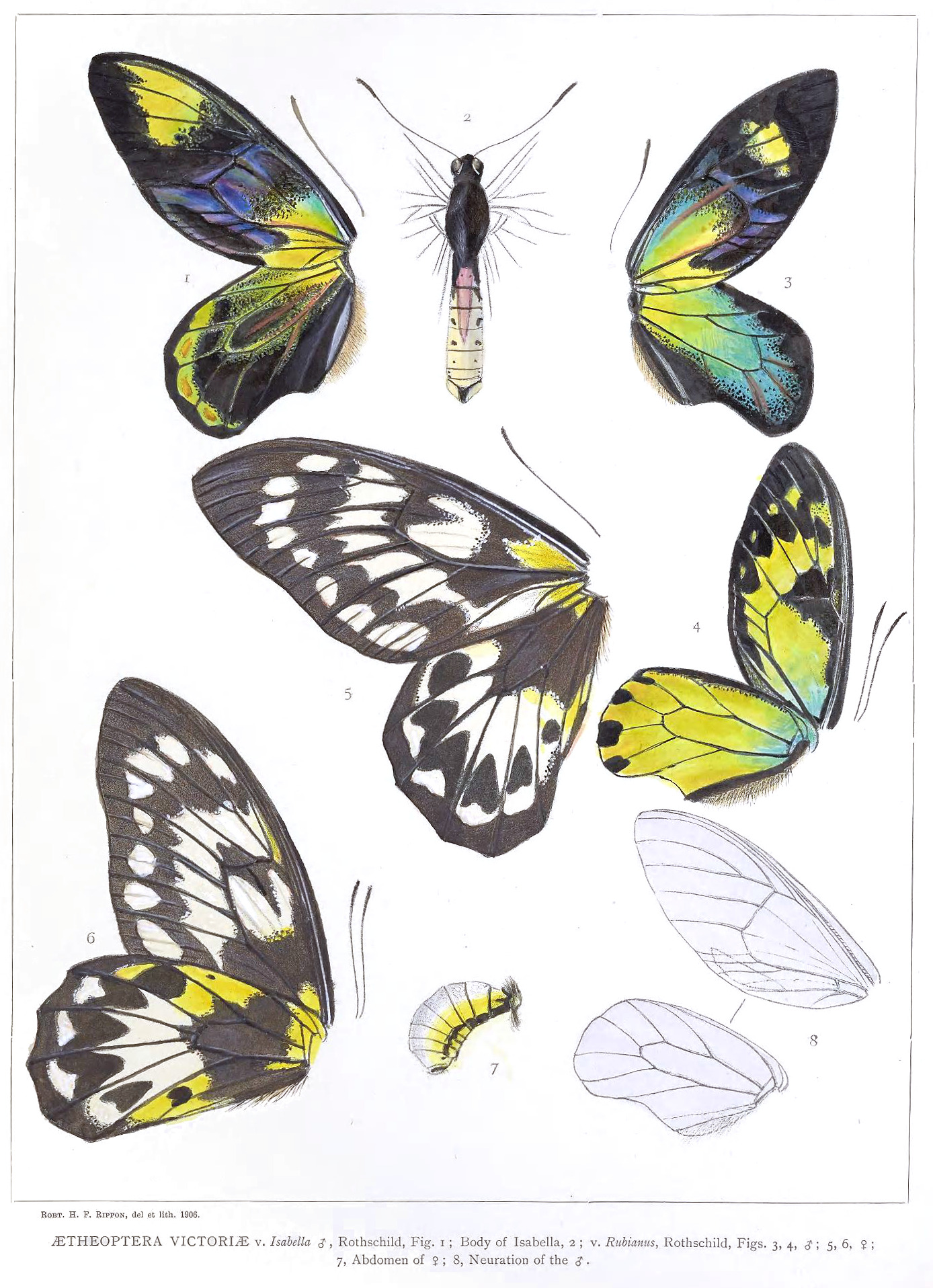
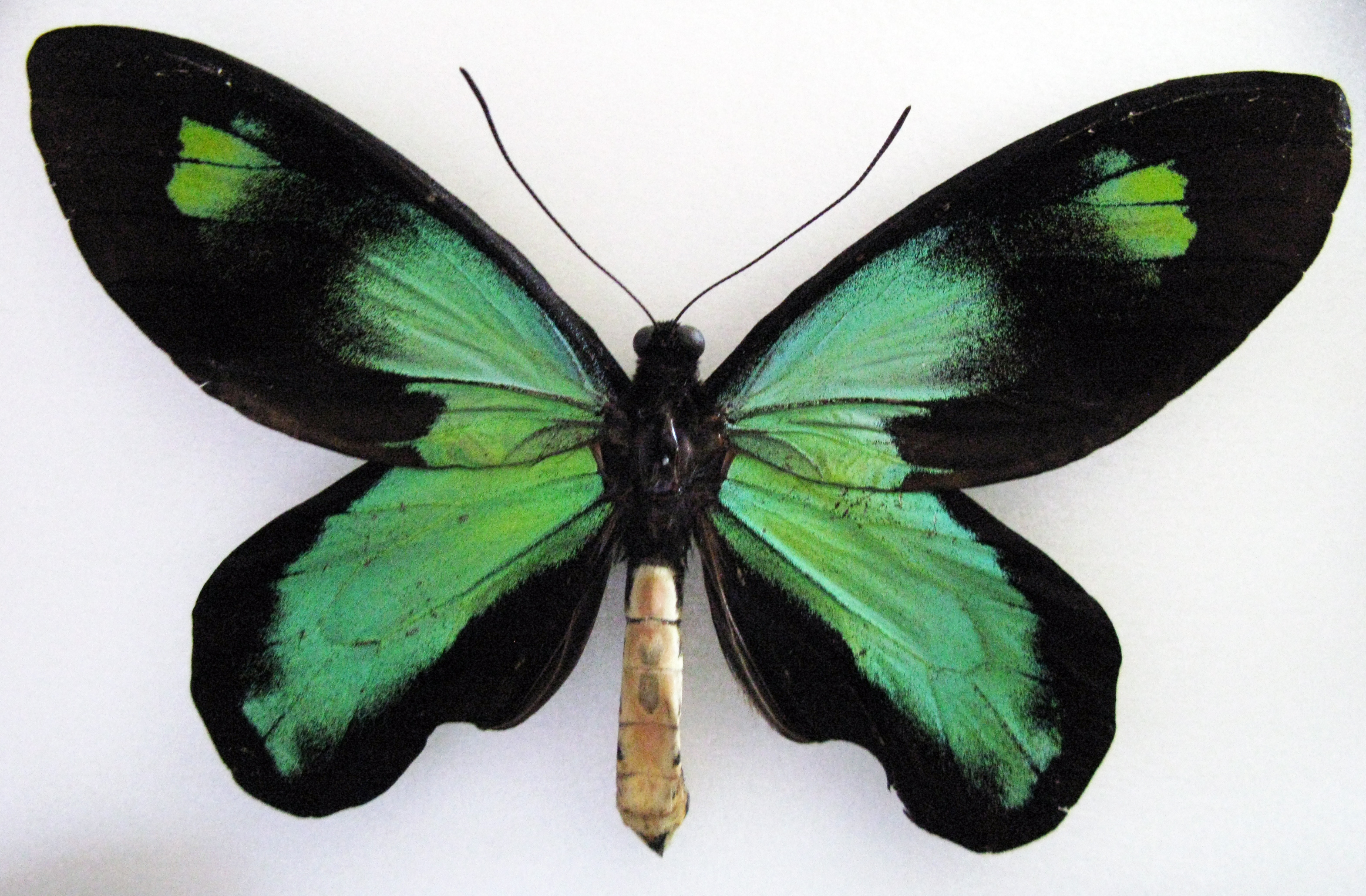
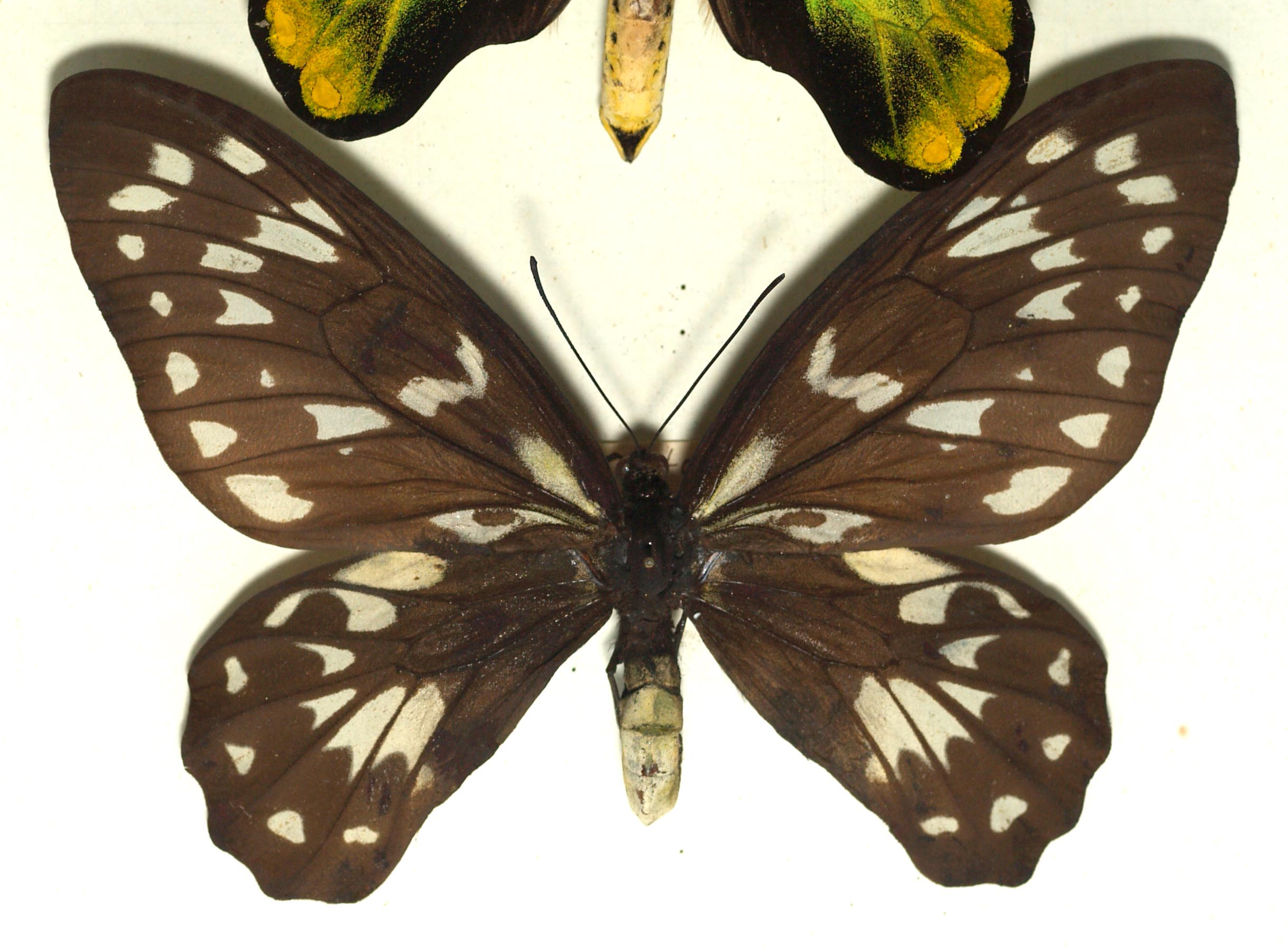
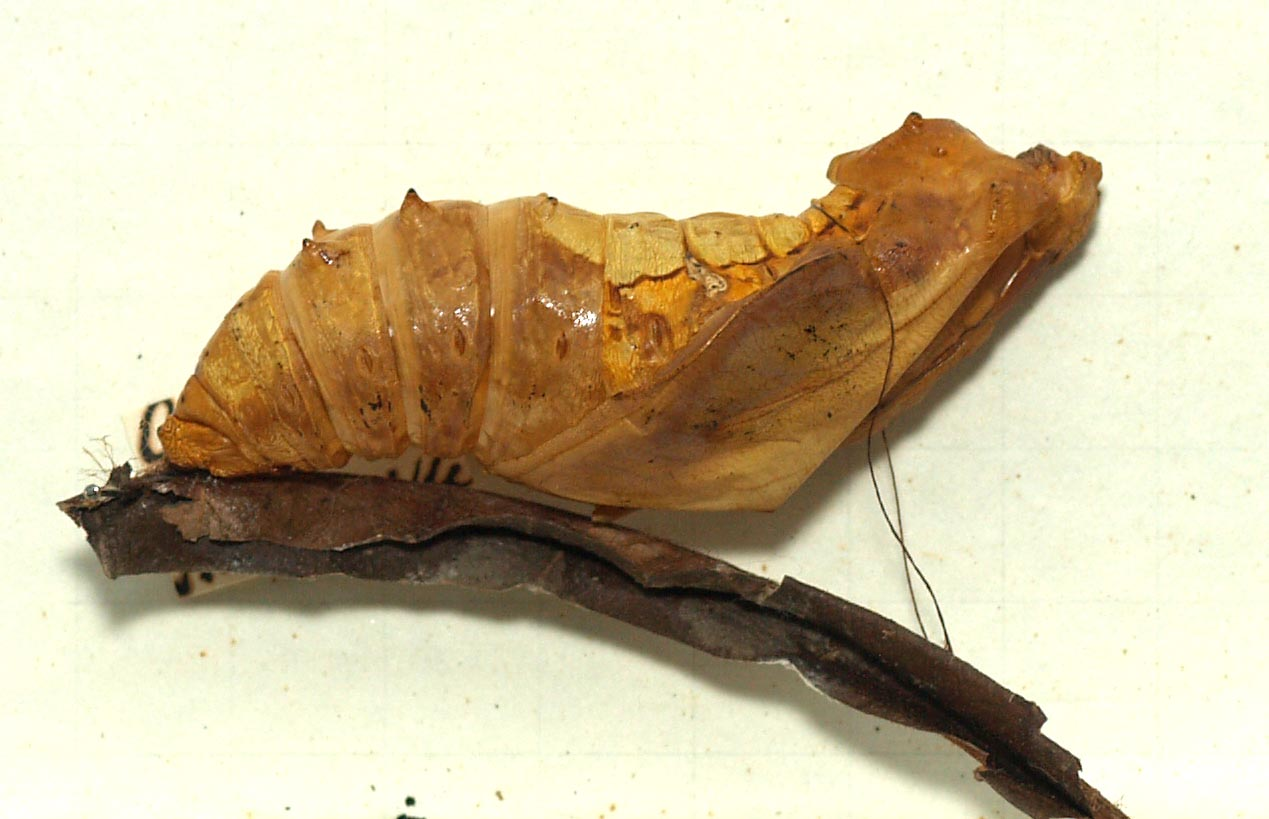